# José García Santonja
José García Santonja (Barcelona, 12 de febrer de 1922 - Barcelona, 24 de febrer de 2017) fou un futbolista català de la dècada de 1940.

## Trajectòria
La seva posició al camp era la de defensa, però també jugà de centrecampista defensiu. Del barri de Sant Andreu, començà la seva carrera a la UE Sant Andreu. També defensà els colors del CE Mataró. La temporada 1941-42 jugà al CE Castelló, amb qui debutà a primera divisió, però una greu lesió de genoll a finals de l'any 1941 estroncà la seva prometedora carrera esportiva. Romangué cinc anys apartat del món del futbol, arribant-se a celebrar el desembre de 1945 un partit en homenatge al jugador entre el Castelló i el Sant Andreu.
Retornà als terrenys de joc la temporada 1946-47 a l'equip reserva de l'Espanyol. No fou fins 1947 que tornà a jugar a primera divisió de la mà del RCD Espanyol. Des d'aleshores visqué els seus millors anys com a futbolista, jugant set temporades a segona divisió, dues al CF Badalona i cinc al CE Sabadell, amb 170 partits de lliga disputats entre ambdós clubs. L'any 1956 fou objecte d'un segon homenatge per part del seu darrer club, el Centre d'Esports Sabadell.